# Tomáš Sterneck
Tomáš Sterneck (roz. Kahuda, * 18. září 1972, České Budějovice) je český historik a spisovatel.
Je absolventem Filozofické fakulty Masarykovy univerzity v Brně, kde v roce 1998 absolvoval magisterský obor historie a 2003 získal též doktorát obhájením disertační práce "Město, válka a daně. Brno v moravském berním systému za dlouhé války s Vysokou Portou (1593–1606)". Od roku 2005 vyučuje na Historickém ústavu a Ústavu pomocných věd historických a archivnictví Filozofické fakulty Jihočeské univerzity a současně je vědeckým pracovníkem Centra raně novověkých studií v Českých Budějovicích při Historickém ústavu Akademie věd ČR.
Odborně se zaměřuje na raně novověkou historii a na edice historických pramenů. Vedle toho je též autorem několika historických románů.